# Cronologia da vida de Michael Jackson
Esta é uma cronologia da vida de Michael Jackson (1958-2009).

## Família (1928-1958)
- 1928: Nasce Joseph Walter Jackson, pai de Michael, em Fountain Hill, Arkansas (26 de julho).
- 1930: Nasce Katherine Esther Jackson, mãe de Michael, em Clayton, Alabama (4 de maio).
- 1949: Joseph e Katherine casam-se (5 de novembro).
- 1958: Sétimo filho de Joseph e Katherine, Michael Joe Jackson nasce em Gary, no Estado de Indiana, Estados Unidos (29 de agosto).

## The Jackson 5(1964-1976)
- 1964: O grupo The Jackson 5 é formado com os irmãos Jackie, Jermaine, Tito, Marlon e Michael
- 1969: O grupo Jackson 5 aparece no programa estadunidense da TV The Ed Sullivan Show (14 de dezembro). O álbum Diana Ross Presents The Jackson 5 é lançado (18 de dezembro).
- 1970: Os álbuns ABC (8 de maio), Third Album (8 de setembro), The Jackson 5 Christmas Album (15 de outubro) são lançados.
- 1971: Os álbuns Maybe Tomorrow (12 de abril), Goin' Back to Indiana (29 de setembro), Greatest Hits (dezembro) são lançados.
- 1972: O álbum Lookin' Through the Windows (23 de fevereiro) é lançado.
- 1973: Os álbuns Skywriter (29 de março) e In Japan! (julho) e G.I.T.: Get It Together (12 de setembro) são lançados.
- 1974: O álbum Dancing Machine é lançado (5 de setembro).
- 1975: O álbum Moving Violation é lançado (15 de maio).
- 1976: A coletânea Joyful Jukebox Music é lançada (26 de outubro).

## The Jacksons(1976-1989)
- 1976: Após a saída da Motown Records, que tinha os direitos do nome do grupo The Jackson Five, o grupo foi para a gravadora Epic Records e mudou seu nome para The Jacksons. O álbum The Jacksons é lançado (5 de novembro).
- 1977: O álbum Goin' Places é lançado (18 de outubro).
- 1978: O álbum Destiny é lançado (17 de dezembro).
- 1979: Começa a Destiny World Tour (22 de janeiro).
- 1980: Termina a Destiny World Tour (26 de setembro). O álbum Triumph é lançado (18 de outubro).
- 1981: Acontece a Triumph Tour (8 de julho a 26 de setembro)
- 1984: O álbum Victory é lançado (2 de julho). Acontece a Victory Tour (6 de julho a 9 de dezembro). Após a turnê, Michael e Marlon saem do grupo.
- 1989: O álbum 2300 Jackson Street é lançado (30 de maio). Mesmo após a saída de Michael e Marlon, eles aparecem no clipe e cantam na música título do álbum.

## Carreira solo (1972-2009)
- 1972: O primeiro álbum Got to Be There é lançado (24 de janeiro). O segundo álbum Ben é lançado (4 de agosto).
- 1973: O terceiro álbum Music & Me é lançado (13 de abril).
- 1974: Michael vem ao Brasil pela primeira vez, em uma turnê com o The Jackson Five, em São Paulo, Rio de Janeiro, Porto Alegre, Belo Horizonte e em Brasília. Porém o show em Brasília foi cancelado por problemas técnicos.
- 1975: O quarto álbum Forever, Michael é lançado (16 de janeiro).
- 1979: O álbum Off the Wall é lançado (10 de agosto).
- 1982: Thriller, o álbum mais vendido de todos os tempos é lançado (30 de novembro).
- 1984: Michael sofre um acidente durante a gravação de um comercial para a Pepsi e sofre queimaduras de segundo grau na cabeça. (27 de janeiro). Michael ganha 8 Grammy's na noite do 26° Grammy Awards (28 de fevereiro).
- 1985: A canção "We Are the World" é lançada com o objetivo de arrecadar fundos para o combate à fome no continente africano. (7 de março).
- 1987: O álbum Bad é lançado (31 de agosto). Começa a primeira turnê solo de Michael, a Bad World Tour (12 de setembro).
- 1988: Muda-se para o rancho Neverland, em Califórnia (maio). O Filme Moonwalker é lançado (29 de outubro).
- 1989: Michael participa do American Music Awards de 1989 e ganha um prêmio, que foi entregado por sua amiga, Elizabeth Taylor, que em sua fala antes de entregar o prêmio a Michael, o apresentou como, na sua opinião, o verdadeiro Rei do Pop, Rock e Soul.
- 1990: O jogo Michael Jackson's Moonwalker é lançado para o console SEGA Genesis (24 de agosto).
- 1991: O álbum Dangerous é lançado (13 de novembro).
- 1992: Começa a Dangerous World Tour (27 de junho).
- 1993: Michael participa da inauguração do 42° presidente dos Estados Unidos, Bill Clinton, cantando Heal The World e Gone Too Soon, essa como homenagem a Ryan White, amigo de Michael que faleceu de AIDS em 1990 (20 de janeiro). Michael realizou uma performance no Super Bowl XXVII, na qual ele performou Jam, Billie Jean, Black or White, We Are The World e Heal The World, que revolucionou e aumentou muito o interesse na competição esportiva (31 de janeiro). Michael é acusado de abusar sexualmente de Jordan Chandler, de 13 anos, pelo pai dele, Evan Chandler (24 de agosto). A Dangerous World Tour chega ao Brasil, no Estádio do Morumbi, em São Paulo, foi a segunda vez que Michael veio ao Brasil (15 e 17 de outubro).
- 1994: Michael oferece 23 milhões de dólares a Evan Chandler, seu acusador (Janeiro). Michael casa-se com a filha de Elvis Presley, Lisa Marie Presley (18 de maio). O caso é encerrado após Evan concordar com a quantia oferecida por Michael (Setembro).
- 1995: O álbum HIStory: Past, Present and Future, Book I é lançado (16 de junho).
- 1996: Dois anos depois de casamento, Michael e Lisa divorciam-se (18 de janeiro). Michael vem ao Brasil pela terceira e última vez, no Rio de Janeiro e em Salvador para gravar o clipe de They Don't Care About Us (Brazil Version) (9 de fevereiro). Realiza o Royal Concert, em Brunei, em comemoracão do aniversário de 50 anos do sultão Hassanal Bolkiah, que trouxe o Rei do Pop para aquela apresentação gratuita (16 de julho). Começa a HIStory World Tour (7 de setembro). Casa-se com Debbie Jeanne Rowe (nascida em 6 de dezembro de 1958)[1], enfermeira da sua demartologia (15 de novembro).
- 1997: Nasce Prince Michael Jackson Jr. (nascido Michael Joseph Jackson Jr.), primeiro filho de Michael e Debbie na cidade de Los Angeles, Califórnia (13 de fevereiro)[1]. O álbum de remisturas  Blood on the Dance Floor: HIStory in the Mix é lançado (20 de maio).
- 1998: Nasce Paris Michael Katherine Jackson, filha de Michael e Debbie (3 de abril) em Beverly Hills, Califórnia.[1]
- 1999: Michael faz a turnê MJ & Friends (25 e 27 de junho). Michael e Debbie divorciam-se (8 de outubro).
- 2000: No World Music Awards de 2000, Michael recebe o prêmio de artista do milênio, em Mônaco (10 de maio).
- 2001: Michael Jackson faz duas performances em Nova Iorque, no Madison Square Garden para comemorar seus 30 anos de carreira solo, o 30th Anniversary Special, contando com várias celebridades, como Usher, Whitney Houston, Chris Tucker, Elizabeth Taylor, o grupo Destiny's Child, a boyband *NSYNC, Britney Spears e Macaulay Culkin (7 de setembro e 10 de setembro). Michael faz uma participação no concerto United We Stand: What More Can I Give, que foi realizado no RFK Stadium, em Washington D.C. como forma de homenagem às vítimas dos ataques de 11 de setembro. (21 de outubro). O álbum Invincible, o último da carreira de Michael é lançado (30 de outubro).
- 2002: Michael é eleito Artista do Século na cerimônia do American Music Awards (9 de janeiro). Nasce Prince Michael Jackson II, filho de Michael Jackson e mãe não identificada, na cidade de La Mesa, Califórnia (21 de fevereiro).[2] Michael mostra seu filho, Prince Michael II, na janela do quarto andar de um hotel em Berlim, na Alemanha (19 de novembro). Recebe o prêmio Bambi e o título de artista pop do milênio na Alemanha (21 de novembro).
- 2003: Michael é investigado pelo Departamento de Serviços à Criança e à Família de Los Angeles, após revelar a Martin Bashir, que estava realizando o documentário Living With Michael Jackson, que menores de idade dormiam no mesmo quarto em que ele, (entre 14 e 27 de fevereiro). Jackson também disse que ele e a criança dormiam em lugares diferentes do quarto, e apenas jogavam videogames, e nada além disso ocorria, além disso a equipe de Jackson rebateu o documentário de Martin com o documentário The Michael Jackson Interview: The Footage You Were Never Meant To See, que acusou Bashir de manipular seu documentário para fazer as respostas de Michael ficarem sem sentido (23 de fevereiro). É lançada a coletânea Number Ones, que contém vários sucessos da carreira de Michael e uma canção inédita, "One More Chance" (18 de novembro). Neverland, o rancho de Jackson é invadido pela polícia, que procuravam provas dos abusos, e o procuravam com um mandato de prisão, mas ele estava em Las Vegas, filmando um videoclipe. (18 de novembro) Michael é preso na delegacia de Santa Bárbara e sofre agressão de alguns policiais, mas paga fiança de 3 milhões de dólares e é liberado (20 de novembro). Michael é acusado de abusar sexualmente de Gavin Arvizo, de 13 anos (18 de dezembro).
- 2004: Declara-se inocente das acusações de abuso sexual em primeira apresentação à Justiça (16 de janeiro). É lançada a coletânea The Ultimate Collection, que contém várias canções inéditas (16 de novembro).
- 2005: Seu julgamento começa por abuso de menores na Califórnia (31 de janeiro). Michael é declarado inocente de todas as 14 a.C.usações pelo Jurí Rodney Melville, do Condado de Santa Bárbara (13 de junho)[3]. Michael se muda para o Bahrein (junho).
- 2006: O rancho Neverland é fechado na Califórnia (17 de março). Michael aparece no Guinness Book de 2007, como o artista mais bem sucedido de todos os tempos (agosto). Michael fez a sua última performance no World Music Awards de 2006, na qual ele cantou a canção We Are The World. Também nesta noite Michael ganhou o The Diamond Award, que era recebido por artistas que vendiam mais de 100 milhões de álbuns durante a carreira (15 de novembro). Michael se muda para uma mansão em Las Vegas (dezembro).
- 2007: Michael aparece na capa da revista Ebony, à qual dá uma entrevista 25 anos depois de Thriller (dezembro).
- 2008: É lançado o álbum Thriller 25, em comemoração ao 25° aniversário de Thriller, contando com a participação de vários cantores famosos, como will.i.am, Akon e Kanye West (8 de fevereiro). Foi lançada a coletânea King Of Pop, em comemoração aos 50 anos de Michael, com 28 versões diferentes de países diferentes, com suas faixas escolhidas pelos fãs em votações online (versão brasileira: 17 de outubro). Michael se muda de volta para Los Angeles, em uma mansão no bairro de Holmby Hills (22 de dezembro).
- 2009: Michael anuncia sua turnê final, This Is It, na qual aconteceriam 50 performances em Londres, na O2 Arena (5 de março). Michael Jackson morreu no hospital universitário da Universidade da Califórnia em Los Angeles (UCLA) depois de sofrer uma parada cardíaca causada por uma intoxicação por Propofol em sua casa, em Los Angeles, Califórnia (25 de junho). O funeral de Michael foi no dia 7 de julho, foi visto por cerca de 3500 milhões de pessoas ao vivo[carece de fontes?]. O enterro de Michael aconteceu no dia 3 de setembro, no cemitério Forest Lawn Memorial Park.